# 松本真次
松本 真次（まつもと しんじ、1949年（昭和24年）7月15日 - 2017年（平成29年）3月29日）は日本の実業家。株式会社きょくとう代表取締役社長。大阪府出身。

## 略歴
- 1972年 大阪経済大学経済学部卒業。同年、マルマン入社。
- 1997年 アソポリ社長。
- 2010年 きょくとう社外取締役[2]。